# Liste de personnalités nées à Aix-en-Provence
- Haut – A
- B
- C
- D
- E
- F
- G
- H
- I
- J
- K
- L
- M
- N
- O
- P
- Q
- R
- S
- T
- U
- V
- W
- X
- Y
- Z

## A

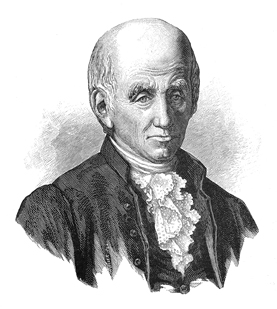
Michel Adanson (1727-1806), botaniste.

- Michel Adanson (1727-1806), botaniste, revenu du Sénégal avec d'immenses collections d'histoire naturelle dont plus de trente mille plantes (conservées aujourd'hui au Muséum d’Histoire Naturelle), ainsi que 33 espèces d'oiseaux décrites par Mathurin Jacques Brisson (1723-1806).
- Charles d'Albert du Chesne (1686-1751), officier de marine.
- Paul Alexis (1847-1901), écrivain qui, avec J.-K. Huysmans, Henri Céard, Guy de Maupassant, Léon Hennique et Émile Zola, fait partie du « groupe des six » à l'origine des Soirées de Médan parues en 1880.
- Marc Ambroise-Rendu (1929-), journaliste, Président honoraire d'Île-de-France Environnement, administrateur, ancien rédacteur en chef de Liaison, mensuel d'Île-de-France Environnement.
- Clarisse Amic (1809-1889) peintre française.
- Antoine Jean Marie d'André (1789-?), militaire.
- Antoine Balthazar Joachim d'André (1759-1825), homme politique royaliste et contre-révolutionnaire.
- Alphonse Angelin  (1815-1907), peintre.
- Bache-Elzéar-Alexandre d'Arbaud de Jouques (1720-1793), militaire et homme politique français, gouverneur de  Guadeloupe (1776-1782).
- Joseph-Charles-André d'Arbaud, marquis de Mison, baron de Jouques (11 mai 1769-Aix-en-Provence-5 juin 1849-Aix-en-Provence), militaire et haut fonctionnaire français des XVIIIe et XIXe siècles.
- Christophe Arleston (1963-), scénariste de bande-dessinée.
- Patrick Marie Aubert, chef de chœur.
- Antoine Aude (1799-1870), maire d'Aix-en-Provence de 1835 à 1848.
- Joseph d'Audibert de Ramatuelle (1759-1840), officier de marine.
- Bruno-Philibert Audier-Massillon (1746-1822), lieutenant général de la sénéchaussée d'Aix, député du tiers état de la sénéchaussée d'Aix.
- Charles Marcel Aune (1726-1785) peintre français, né dans une famille de magistrats du Parlement.

## B

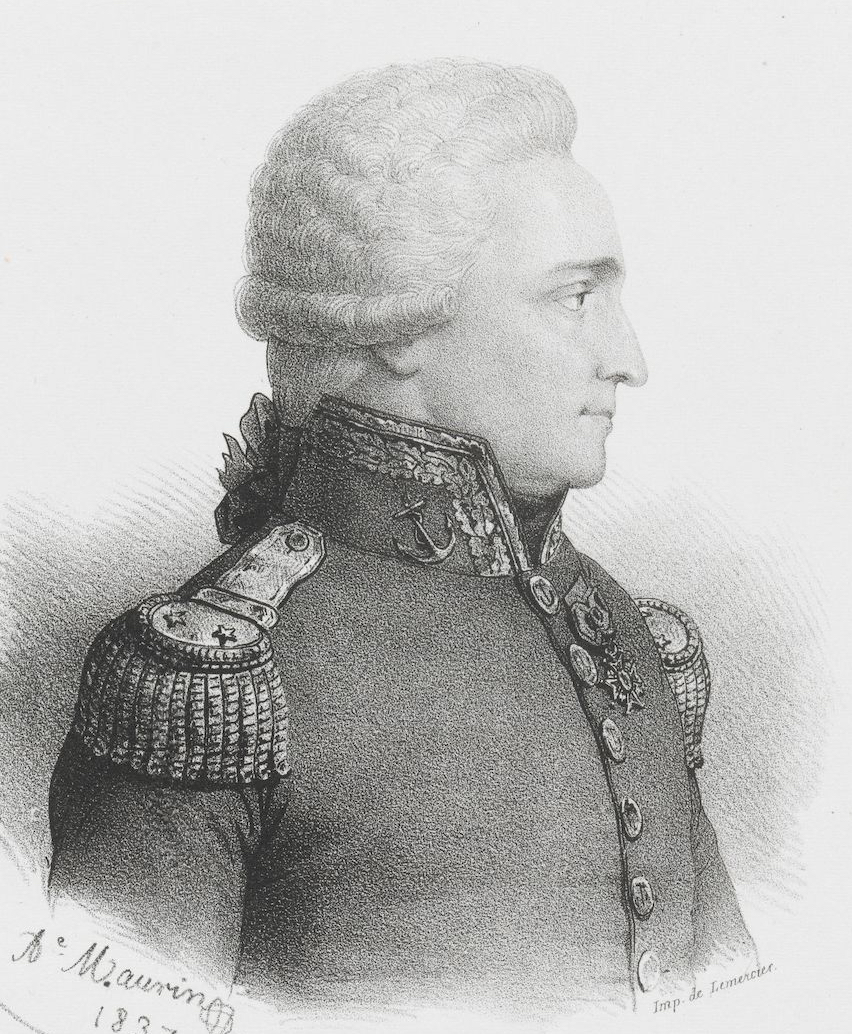
Antoine Bruny d'Entrecasteaux (1737-1793), navigateur.

- Raoul Roger Ballet (1904-), peintre.
- Yann Barbitch (1973-), joueur de basket-ball au poste d'arrière.
- Folco de Baroncelli (1869-1943), écrivain et manadier camarguais.
- Jassuda Bédarride (1804-), jurisconsulte
- Laurent Belissen (1693-1762), compositeur.
- Beppo (Jean Laugier dit) (1943-), sculpteur.
- José de Bérys (1883-1957), écrivain de théâtre, auteur d'un nombre important de pièces.
- Amandine Beyer  (1974-), violoniste.
- Jules Blanc (1881-1923), élu au comité directeur du Parti communiste (PC), admis à la Société des Gens de Lettres en 1934.
- Thylane Blondeau (2001-), mannequin et une actrice.
- Agnès Bonfillon (1975-), journaliste.
- Jean-Baptiste Boyer d'Argens (1704-1771), écrivain.
- Jean-Baptiste Boyer d’Éguilles (1645-1709), érudit et parlementaire.
- Henri Bremond (1865-1933), auteur dHistoire littéraire du sentiment religieux en France depuis les guerres de religion jusqu'à nos jours, académicien de 1923 à sa mort en 1933.
- David Augustin de Brueys (1641-1723) poète et théologien.
- Claude Brueys (né vers 1570), poète et dramaturge provençal.
- Antoine Bruny d'Entrecasteaux (1737-1793), navigateur.

## C

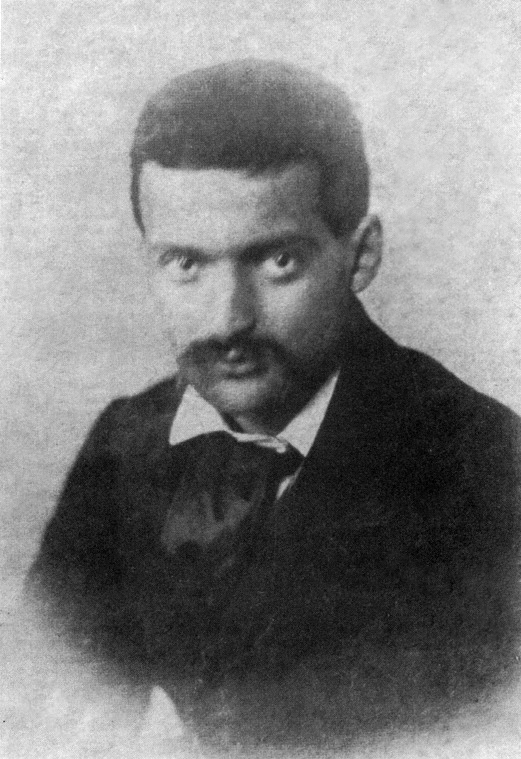
Paul Cézanne (1839-1906), peintre.

- Joseph Cabassol (1859-1928), maire d'Aix-en-Provence de 1902 à 1908, puis président du Conseil Général du département des Bouches-du-Rhône, et enfin président de la Cour d'Appel d'Aix-en-Provence et secrétaire perpétuel de l'Académie des Sciences et Belles Lettres d'Aix.
- Franck Cammas, (1972-), navigateur, skipper sur les trimarans Groupama II et III et champion ORMA 2007.
- André Campra (1660-1744), compositeur ayant participé au renouveau de l’opéra français. Engagé par le prince de Conti en tant que maître de musique, il atteint en 1730 la fonction de directeur de l'Opéra, après être passé par le poste de maître de la chapelle royale.
- Alfred Capus (1857-1922), journaliste, romancier et dramaturge et académicien de 1914 à sa mort en 1922.
- Joseph André Cellony (1696-1746), peintre.
- Paul Cézanne (1839-1906), surnommé le « Maître d'Aix », initiateur du mouvement impressionniste, auteurs de nombreuses huiles sur la Sainte-Victoire.
- Arnaud Clément (1977-), joueur de tennis professionnel, membre de l'équipe de France de Coupe Davis.
- Dounia Coesens (1988-), actrice.
- Louise Colet (1810-1876), poétesse qui, à son arrivée à Paris, obtient le prix de l’Académie française. Devenue la maîtresse de Gustave Flaubert, d’Alfred de Musset et d’Abel Villemain.
- Polycarpe Constans (1757-1815), homme politique, député des Bouches-du-Rhône au Conseil des Cinq-Cents.
- Numa Coste (1843-1907), artiste-peintre, critique, journaliste et historien de l'art.
- Eliza Courtney (1792-1859), fille adultérine de l'homme politique britannique et futur Premier Ministre Whig, Charles Grey et de la célèbre Georgiana, duchesse du Devonshire.

## D
- Michel-François Dandré-Bardon (1752-1809), peintre.
- Virginie Dedieu (1979-), double championne du monde de natation synchronisée.
- Théodore Désorgues, poète révolutionnaire, né en 1764.
- Thierry Desroses (1960-), martiniquais, il double plusieurs acteurs noirs américains, dont Samuel Jackson et Laurence Fishburne.
- Damien Djordjevic (1984-), patineur artistique 4e aux championnats de France 2004 et ayant représenté la France à plusieurs grands championnats internationaux.
- Joseph Dubreuil (1747-1824), maire d'Aix-en-Provence lors de la période des Cent-Jours.
- Jean-Pierre Duffour (1963-), auteur de bande dessinée et illustrateur.
- Charles Dupérier (1632-1692), poète néo-latin.
- Bruno Durand (1890-1975), poète provençal, félibre.

## E
- Éléonore de Provence (1223-1291), reine consort de Henri III d'Angleterre, fille de Raimond Béranger IV, comte de Provence, et de Béatrice de Savoie.
- Toussaint-Bernard Émeric-David (1755-1839) archéologue.
- Achille Emperaire (1829-1898), auteur de nombreux dessins au fusain et à la sanguine et qui se caractérise par une prédilection pour les formes courbes, qui le démarque de la peinture impressionniste.
- Jean Espariat (1747-1827), avocat français qui fut le premier maire de la ville d'Aix, commissaire du Roi pour la création du département des Bouches-du-Rhône, président du Tribunal civil du district d’Aix, député à l'Assemblée Législative, chevalier de la Légion d'honneur et procureur général sous l'Empire.
- Valentin Eysseric (1992-), footballeur.

## F

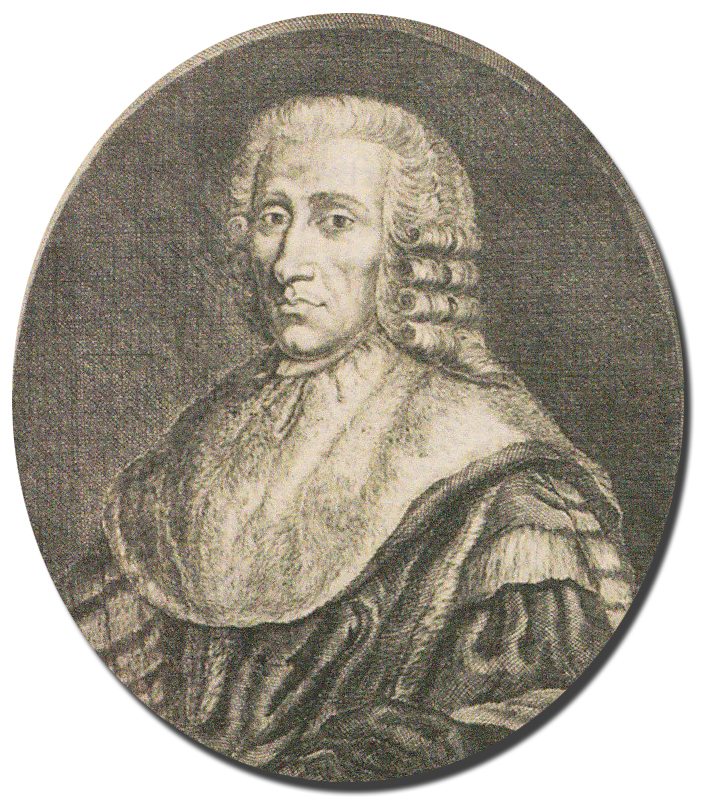
Jules-François-Paul Fauris de Saint-Vincens (1750-1819), historien.

- Joseph-Hugues Fabisch (1812-1886), sculpteur.
- Charles Annibal Fabrot (1580-1659), avocat, professeur de droit, premier professeur de l'université d'Aix en 1636.
- Edith Fambuena (1965-), musicienne et productrice.
- Alexandre de Fauris de Saint-Vincens (1750-1819), archéologue, numismate et homme politique français des XVIIIe et XIXe siècles.
- Jules-François-Paul Fauris de Saint-Vincens (1718-1798), haut magistrat, président à mortier du parlement de Provence, numismate et historien.
- Hippolyte Ferrat (1822-1882), sculpteur.
- Andréa Ferréol (1947-), nommée par deux fois aux Césars pour un meilleur second rôle, en 1976 pour les Galettes de Pont-Aven et en 1981 pour le Dernier Métro.
- Emmanuel de Fonscolombe (1810-1875), compositeur romantique, arrière-grand-père d'Antoine de Saint-Exupéry.
- Jean-Jacques Forty (1744-1800), peintre français.
- Caroline Fourest (1975-), essayiste, journaliste, féministe, engagée en faveur de l'égalité et de la laïcité, chroniqueuse au Monde et à France Culture.
- Henri de Fulque d'Oraison 1739- 1819, général des armées de la République,décédé à Paris.

## G

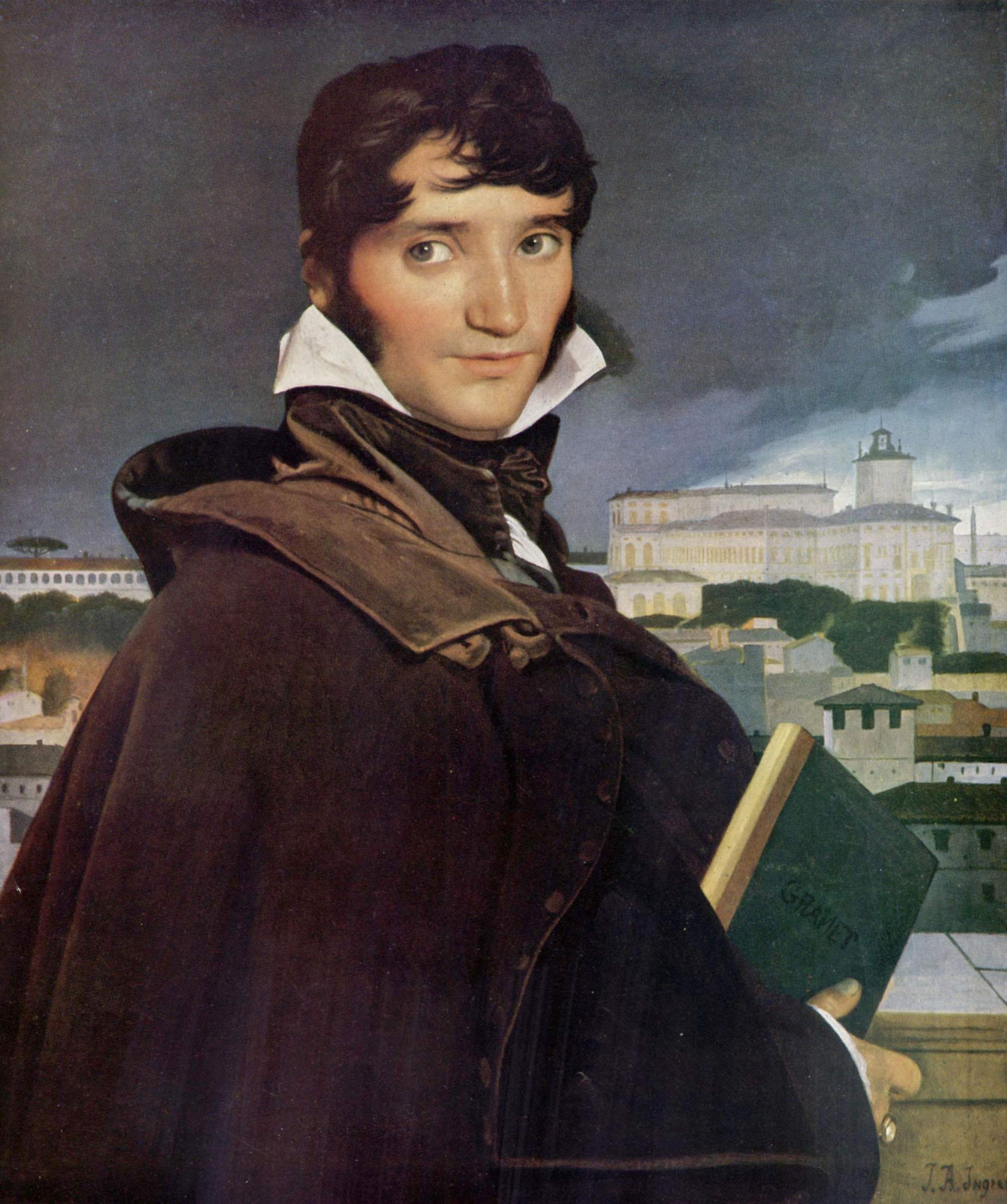
François Marius Granet (1775-1849), peintre

- Frédéric Gaéta (1974-), dessinateur de bande-dessinée.
- Gilles Garcin (1647-1702), peintre ayant réalisé plusieurs toiles pour l'église Saint-Jean-de-Malte.
- Pierre Joseph Garidel (1658-1737), médecin et botaniste.
- Marc de Garidel (1958-), homme d’affaires et chef d’entreprises
- Joachim Gasquet (1873-1921), poète, ami de Paul Cézanne, fondateur de revues littéraires et auteur de recueils de vers et de pièces de théâtre.
- Jean-Baptiste Gaut (1819-1891), journaliste, bibliothécaire et homme de lettres.
- Jacques Gautier (1946-), homme politique.
- René Génin (1890-1967), acteur, second rôle très populaire pendant près de vingt années. Dans sa filmographie, on peut relever : L'assassin habite au 21 (1942) et Goupi Mains Rouges (1943).
- Joseph Marc Gibert (1806-1884), peintre, professeur de Paul Cézanne et d'Achille Emperaire, ayant enseigné à l'école de dessin d'Aix-en-Provence.
- Jean-Baptiste Giraud (1752-1830), sculpteur.
- Raoul Giraudo (1932-), ancien footballeur ayant fait l'essentiel de sa carrière comme défenseur au  Stade de Reims avec lequel il a joué les deux finales de 1956 et 1959 contre le Real Madrid.
- Gaspard Goyrand (1793 (ou 1803 ?)-1866), médecin et chirurgien.
- François Marius Granet (1775-1849), peintre et dessinateur de style néoclassique, conservateur du Musée du Louvre, en 1826, puis de la collection du Château de Versailles, en 1830.
- Hélène Grimaud (1969-), pianiste ayant obtenu en 1985 le premier prix de piano au conservatoire de Paris. La même année, elle enregistre la Sonate no 2 de Rachmaninov qui lui vaudra le Grand Prix du Disque de l'Académie Charles-Cros.
- Henri Guibal (1947-), artiste peintre et graveur.
- Joseph Hippolyte Guibert (1802-1886), archevêque de Tours de 1857 à 1871, puis de Paris de 1871 à 1886 et cardinal.
- Jimmy Guieu (1926-2000), pseudonyme littéraire de Henri-René Guieu, écrivain de science-fiction.
- Henri Guisol (1904-1994), acteur français.

## H
- Alain Hyardet (1964-), ancien joueur de rugby à XV, international français, évoluant au poste de trois-quarts centre.

## I

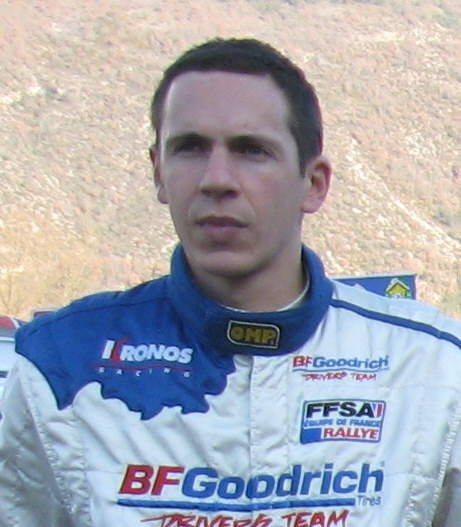
Julien Ingrassia (1979-), copilote de rallye.

- Julien Ingrassia (1979-), copilote de rallye avec Sébastien Ogier.
- Jean Irigoin (1920-2006), philologue, codicologue et paléographe, spécialiste de l'histoire de la transmission des textes.
- Joachim-Jean-Xavier d'Isoard (1766-1839), cardinal de l'Église catholique romaine, désigné en 1839 comme archevêque de Lyon, mais décédé avant sa nomination.

## J
- Mylène Jampanoï (1980-), actrice ayant commencé sa carrière dans la série télévisée Sous le soleil.
- Pierre Amédée Jaubert (1779-1847), orientaliste, interprète militaire, traducteur et voyageur.
- Alfred Jauffret (1900-1983), juriste et universitaire français, spécialiste du droit commercial, professeur à la Faculté de droit et de science politique d'Aix-Marseille de 1929 à 1972.
- Léo Joannon (1904-1969), réalisateur, scénariste et producteur de cinéma.

## L

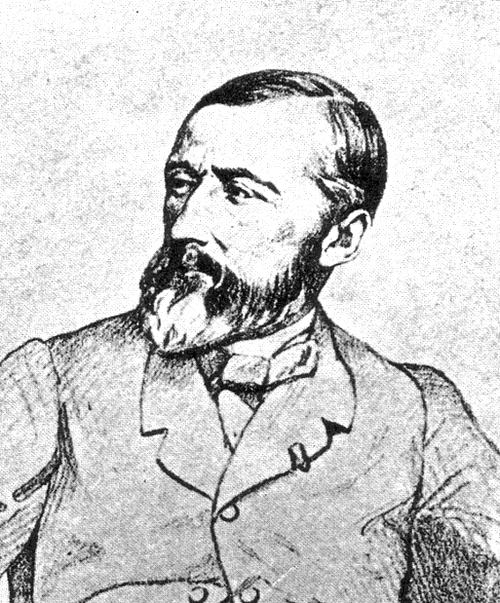
Émile Loubon (1809-1863), peintre et directeur de l'école des Beaux-Arts de Marseille.

- Florian Lacassie (1990-), joueur de volley-ball.
- Auguste Laget de Bardelin, (1768-1852), militaire légitimiste.
- François Vincent Latil (1796-1890), peintre.
- Léo Latil (1890-1915), poète mort pour la France. En 1936, le compositeur Darius Milhaud a mis en musique ses poèmes (L'Abandon, La Tourterelle, Le Rossignol, Ma douleur et sa compagne).
- Michel Laugier (1956-), homme politique.
- Albéric Laurent (1911-9145), instituteur, résistant, Lieutenant des F.F.I
- Xavier Laurent (1977-), acteur de cinéma et de théâtre.
- Philippe Léoni (1959-), cavalier de concours de saut d'obstacles (CSO) et homme d'affaires.
- Joëlle Léandre (1951-), contrebassiste.
- Éric Le Sage (1964-), pianiste.
- Joseph Lieutaud (1703-1780), médecin, auteur du Précis de médecine pratique dont les quatre éditions successives, entre 1760 et 1776, permettent de découvrir la richesse de la pensée médicale de l'époque.
- Jean-Édouard Lipa (1980-), disc jockey et comédien de théâtre, finaliste de la première émission de télé-réalité de l'histoire de la télévision française Loft Story en 2001 sur M6.
- Michèle Lituac (1957-), actrice spécialisée dans le doublage français et québécois. En France, elle est notamment connue pour avoir doublé Lisa Kudrow dans Friends. Elle est aussi une voix récurrente des films de la poupée Barbie.
- Marceau Long (1926-), haut fonctionnaire français et président de l'Institut français des sciences administratives.
- Émile Loubon (1809-1863), peintre réputé pour ses paysages provençaux, directeur de l'école des Beaux-Arts de Marseille à partir de 1845.
- Armand Lunel (1892-1977), écrivain.

## M

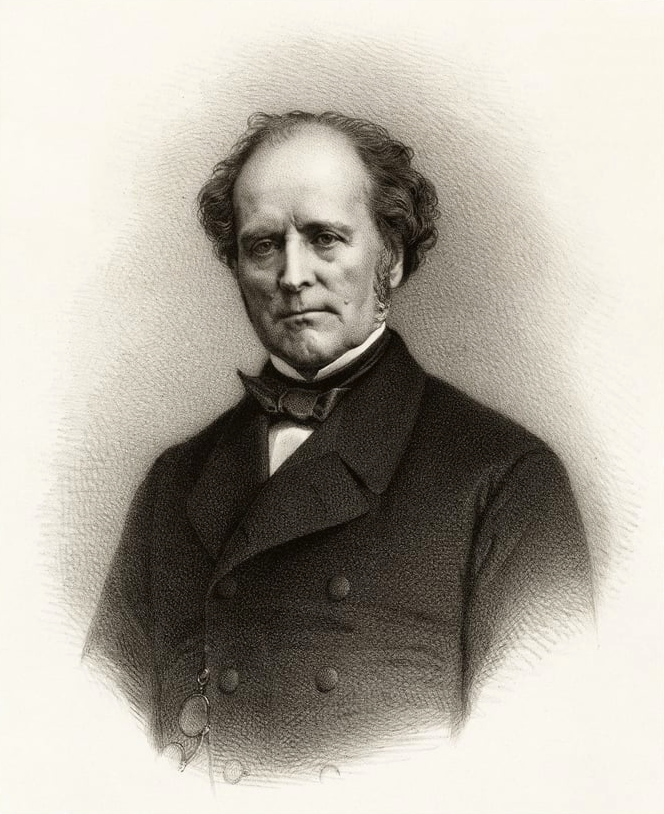
François-Auguste Mignet (1796-1884), écrivain, historien, journaliste et conseiller d'État.

- André Marchand (1907-1997), peintre.
- Marcel Marcilloux (1980-), escrimeur membre de l'équipe de France sénior de fleuret.
- Antoine-Fortuné Marion (1846-1900), naturaliste, premier scientifique à avoir l’idée d’employer le sulfure de carbone pour combattre le phylloxera vastatrix du vignoble provençal.
- Étienne Parfait Martin Maurel de Mons (18 avril 1752-Aix-en-Provence - 4 octobre 1830-Avignon), homme d'Église français des XVIIIe siècle et XIXe siècle.
- Jean Maynier, baron d’Oppède (1495-1558, magistrat français, premier président du Parlement d’Aix, ayant dirigé l'expédition de 1545 au cours de laquelle sont massacrés près de 3 000 vaudois du Luberon.
- Eugène de Mazenod (1782-1861), prêtre catholique.
- Fortuné de Mazenod (1749-1840), évêque de Marseille de 1823 à 1837.
- Guy Méano (né  en 1934), footballeur ayant évolué au poste d'attaquant.
- Philippe Louis de Meyronnet (1780-1866), 4e baron de Saint-Marc et baron de l’Empire, substitut du procureur général à la cour impériale d’Aix-en-Provence, avocat général à la Cour d’Aix, procureur général à Besançon, secrétaire général du ministère de la Justice et conseiller d’État, conseiller à la Cour de cassation, maire de Saint-Marc-Jaumegarde, commandeur de la Légion d'honneur.
- Henri Michel (1947-2018), footballeur.
- David Miège (1968-), dessinateur collaborant à de nombreuses revues catholiques ou politiquement marquées à droite, dont Les 4 Vérités, L'Homme nouveau, Monde & Vie ou Le Cri du Contribuable.
- François-Auguste Mignet (1796-1884), écrivain, historien, journaliste et conseiller d'État.
- Aimé Mignot (1932-), footballeur français devenu entraîneur.
- Darius Milhaud (1892-1984), compositeur à l'œuvre particulièrement vaste (443 numéros d'opus) et qui aborde tous les genres: opéra (Christophe Colomb), cantates, ballets (la Création du monde), symphonies, musique de chambre (Scaramouche pour deux pianos) et musique de film.
- Balthazar de Miollis (1749-1827), général des armées de la République et de l'Empire.
- Sextius Alexandre François de Miollis (1759-1828), général des armées de la République et de l'Empire,frère du précédent.
- Galart de Montjoie (1746-1816), avocat et homme de lettres.
- Ambroise Mottet (1792-1862), ancien maire d'Aix-en-Provence et ancien député de Vaucluse.

- Clément Mignon, nageur né en 1993

## P
- Rémi Pauriol (1982-), cycliste

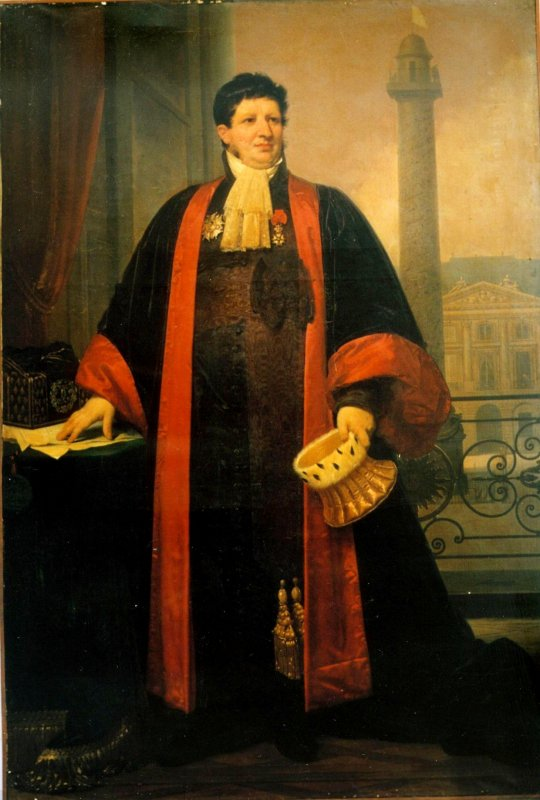
Joseph Marie Portalis (1778-1858), diplomate et homme politique.

- Louis Peisse (1803-1880), journaliste et traducteur français, auteur de nombreuses publications médicales.
- Jacques Pellegrin (peintre) (1944-), peintre français.
- Jean-Joachim Pellenc (1750-1833), diplomate, nommé en 1817 censeur des journaux, auteur du manifeste de Brunswick, attribué au duc de Brunswick
- Marco Perrin (1927-2014), acteur.
- Pierre Peyron (1744-1814), peintre.
- Joseph Pisani de la Gaude (1743-1826), dix-septième évêque du diocèse de Namur dont il fut le pasteur de 1804 à sa mort.
- Scholastique Pitton (1621-1689), littérateur et historien, auteur d'une Histoire de la ville d'Aix (1666).
- Joseph Pitton de Tournefort (1656-1708), petit-neveu du précédent, botaniste.
- Alexia Plagnard (1990-), joueuse de basket-ball française au poste de meneuse.
- Joseph Marie Portalis, 1er comte Portalis (1778-1858), diplomate et homme politique, fils de Jean Étienne Marie Portalis.

## R

Maurice Rouvier (1842-1911), homme politique.

- Pierre Rabadan (1980-), joueur de rugby à XV et à sept. Il a joué en équipe de France et évolue au poste de troisième ligne centre au sein de l'effectif du Stade français.
- Élodie Ramos (1983-), joueuse de football évoluant au poste d'attaquante, joue à Montpellier et en équipe de France de football.
- Henri Révoil (1822-1900), architecte ayant travaillé sur de nombreux édifices dans le midi de la France comme la façade de l'église de la Madeleine, à Aix-en-Provence, où il a également dessiné le Petit Séminaire, le Couvent des Carmélites et sa chapelle (actuel lycée Vauvenargues), l'église Saint-Trophime d'Arles, l'abbaye de Silvacane, l'abbaye du Thoronet, la cathédrale Notre-Dame-et-Saint-Castor de Nîmes et une partie du Palais des Papes.
- Charles de Ribbe (1827-1899), sociologue, agronome et historien de la Provence.
- Nicolas Xavier de Ricard (1726-1812), maréchal de camp des armées de la Révolution.
- François de Ripert-Monclar (1711-1773), procureur général au parlement de Provence en 1732, déployant dans une foule de Mémoires et de Réquisitoires une connaissance profonde du droit public, en même temps qu'une éloquence remarquée.
- Chantal Robin-Rodrigo (1948-), femme politique, députée en 1998 de la troisième circonscription des Hautes-Pyrénées.
- Étienne Charles Rouchon-Guigues (1795-1861), avocat, érudit et historien provençal.
- Christophe Rousset (1961-), claveciniste et chef d'orchestre.
- Maurice Rouvier (1842-1911), homme politique, avocat, cadre bancaire, journaliste, entre autres député des Bouches-du-Rhône de 1871 à 1885 et des Alpes-Maritimes de 1885 à 1903.
- Pierre Rouvier (1741-1818), peintre, graveur et miniaturiste, ayant laissé des œuvres religieuses de qualité.
- Ambroise Roux-Alphéran (1776-1858), historien.
- Jean Royère (1871-1956), poète.

## S
- Antoine de Saporta (1855-1914), écrivain scientifique, fils du paléobotaniste Gaston de Saporta.
- Jean-Baptiste Auguste Reynaud de Savournin (1744-1804), général de brigade de la Révolution française né et mort dans cette ville.
- Joseph Sec (1715-1794), jacobin, maître menuisier.
- Henri Seignobosc (1868-1961), officier, géographe et historien français.
- Astruc de Sestier (v. 1370-v. 1439), médecin juif présenté comme le meilleur bibliophile de son temps.
- Philippe Solari (1840-1906), sculpteur, ami de Paul Cézanne et Émile Zola, lauréat du prix Granet, il fréquente l'académie de Charles Suisse, à Paris.

## T
- Gaëtan Tarantino (1977-), artiste peintre abstrait.

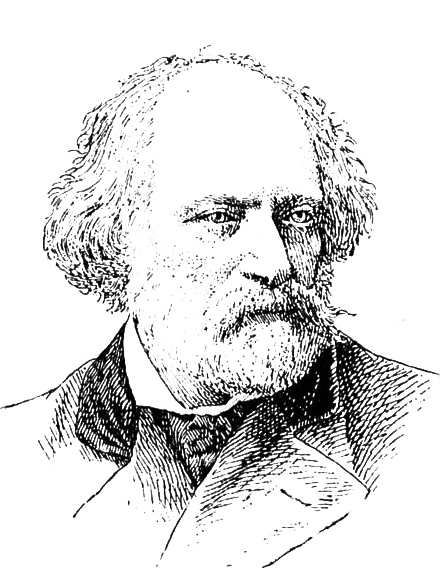
Louis Tassy (1816-1895) Conservateur des eaux et forêts

- Louis Tassy (1816-1895) Conservateur des eaux et forêtsLouis Tassy (1816-1895), conservateur des eaux et forêts promoteur de la structure de la foresterie moderne de France, Turquie et Algérie
- Irène Théry (1951-), sociologue.
- Antoine de Thomassin de Peynier (1731-1809), chef d'escadre, comte de Peynier, gouverneur général de la colonie française de Saint-Domingue, dans les Grandes Antilles.
- Louis de Thomassin de Peynier (1705-1794), marquis de Peynier, président à mortier au parlement de Provence, intendant à plusieurs reprises en Guadeloupe et en Martinique entre 1763 et 1783.
- François Truphème (1820-1888), sculpteur.

## U
- Emanuel Ungaro (1933-2019), couturier.

## V

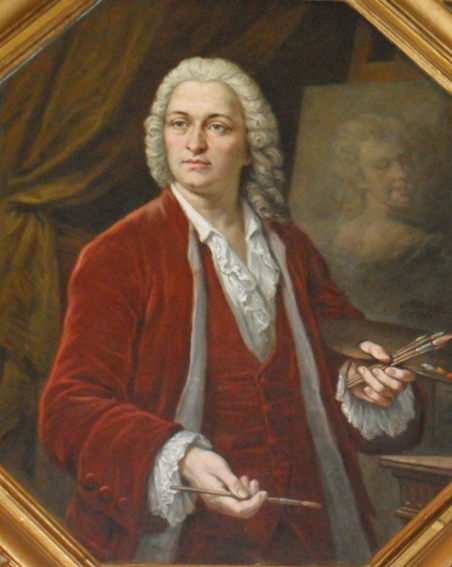
Jean-Baptiste van Loo (1684-1745), peintre.

- Antony Valabrègue (1844-1900), poète et critique d'art.
- Joseph-Alphonse-Omer de Valbelle (1729-1778), aristocrate amant de Mademoiselle Clairon pendant dix-neuf ans.
- Jean-Baptiste van Loo (1684-1745), issu d'une prestigieuse famille, auteur du plafond peint du pavillon de Lenfant, intitulé Le Triomphe des dieux.
- Rémy Vaquin (1983-), joueur de rugby à XV et à sept, évoluant au poste de troisième ligne aile au sein de l'effectif du Racing Métro.
- Paul Veyne né en 1930), archéologue et historien, spécialiste de la Rome antique.
- Louis René Vialy (1680-1770), peintre.
- Jean-Claude Viany (1639-1726), prieur de la collégiale Saint-Jean d'Aix-en-Provence.
- Joseph Villevieille (1829-1916), peintre connu pour la qualité de son dessin, devenu peintre officiel de la ville d'Aix, ami de nombreux peintres aixois, dont Paul Cézanne.